# Provincia di Sucumbíos
La provincia di Sucumbíos è una delle ventiquattro province dell'Ecuador; il capoluogo è la città di Nueva Loja (spesso anche chiamata Lago Agrio benché questo sia il nome del cantone).
La provincia è situata nel nordest del paese, nei territori compresi nel bacino dell'Amazzonia.

## Geografia fisica

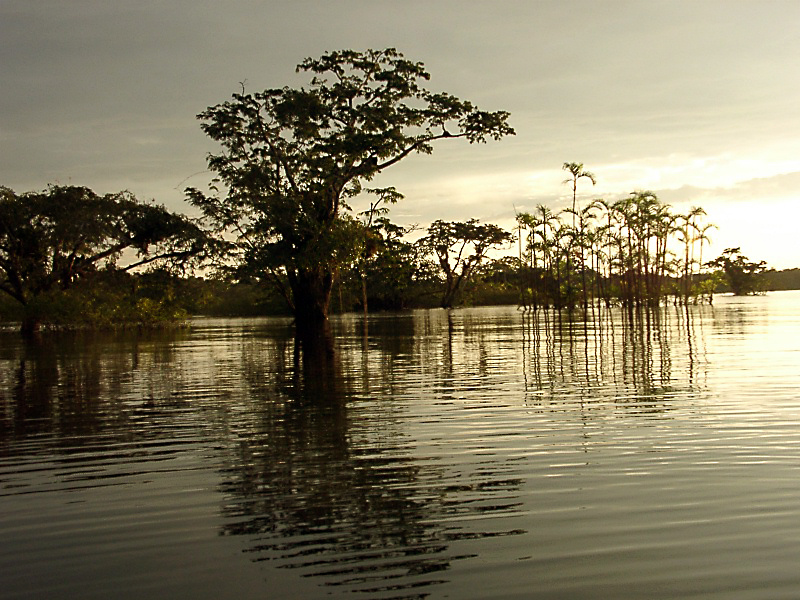
Il parco nazionale Cuyabeno.

La provincia confina a nord con i dipartimenti colombiani di Nariño e Putumayo, ad est con la regione peruviana di Loreto), a sud con le province di Orellana e del Napo e ad ovest con la Pichincha, Imbabura e del Carchi.
La parte più occidentale della provincia comprende le pendici orientali andine, dalle quali nascono la maggioranza dei fiumi che attraversano il territorio provinciale. La massima elevazione è il vulcano (attivo) Reventador (3485 m s.l.m.). La parte orientale è ricoperta di foresta tropicale e caratterizzata dal clima tropicale.
Il fiume principale è l'Aguarico, che scorre nei pressi di Nueva Loja per sfociare nel fiume Napo vicino al confine col Perù. Tra gli altri fiumi della provincia vi sono il Putumayo che a nord delimita il confine con la Colombia, il fiume Coca e il Napo nella parte meridionale.

## Economia

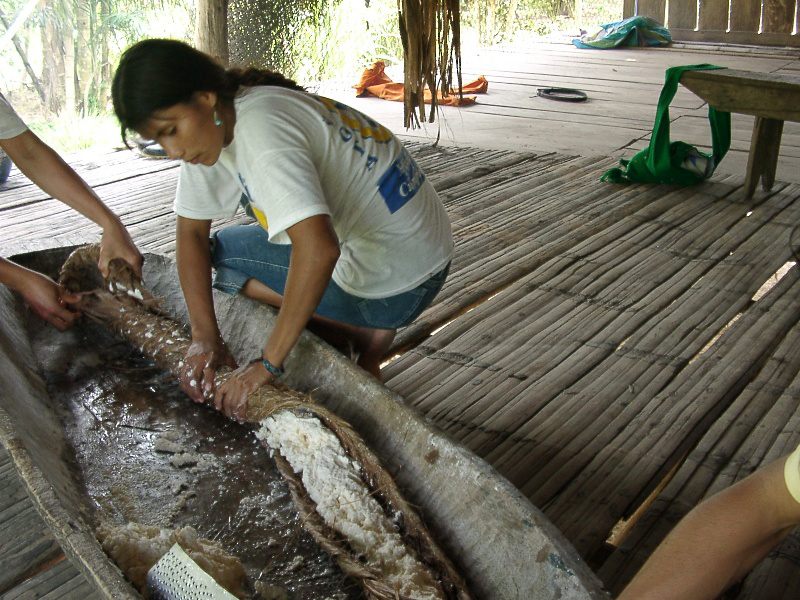
Produzione della farina di manioca

La principale risorsa mineraria della provincia è indubbiamente il petrolio; l'estrazione, iniziata nei primi anni '70, ha fatto sì che la provincia di Sucumbíos diventasse l'area economicamente più rilevante del paese.
La modesta attività agricola riguarda soprattutto prodotti tropicali come palme da olio, banane, caffè, cacao, ananas e anche il mais. L'allevamento è praticamente inesistente mentre i numerosi fiumi viene praticata la pesca.
In crescita l'ecoturismo, diretto soprattutto al parco nazionale di Cuyabeno nel quale, oltre ad un'ineguagliabile moltitudine di uccelli tropicali, si trovano anche numerosi caimani.

## Cantoni
La provincia è suddivisa in sette cantoni:
| # | Cantone         | Capoluogo                    |
| - | --------------- | ---------------------------- |
| 1 | Cascales        | El Dorado de Cascales        |
| 2 | Cuyabeno        | Tarapoa                      |
| 3 | Gonzalo Pizarro | Lumbaqui                     |
| 4 | Lago Agrio      | Nueva Loja                   |
| 5 | Putumayo        | Puerto El Carmen de Putumayo |
| 6 | Shushufindi     | Shushufindi                  |
| 7 | Sucumbíos       | La Bonita                    |